# Hakenstil
Als Hakenstil wird in der altdeutschen Verslehre die Inkongruenz von Langzeile und syntaktischen Einheiten genannt, bei der die Satzschlüsse häufig mit dem Ende des ersten Halbverses übereinstimmen, während der folgende Abvers eine syntaktische Einheit mit dem Anvers der folgenden Zeile bildet.
Der Begriff wurde von Eduard Sievers geprägt. Bei Andreas Heusler wird diese Form der Verschränkung Bogenstil genannt.
Hakenstil erscheint sehr oft in Beowulf, Heliand und Hildebrandslied. Ein Beispiel aus dem Heliand:
managoro mundboro.' | Thô hêt ine mahtig Crist

gangan imu tegegnes. | He uuarð garu sâno,

stôp af themu stamne | endi strîdiun geng

forð te is frôian. | Thiu flôd anthabde
In der modernen Dichtung wird auch von Hakenstil gesprochen, wenn in einem Gedicht gehäuft Enjambements auftreten.